# Idol (serial telewizyjny)
Idol (ang. The Idol) – amerykański serial telewizyjny stworzony przez Sama Levinsona, Abla „The Weeknd” Tesfaye i Rezę Fahima. Serial skupia się na młodej, aspirującej gwieździe popu (Lily-Rose Depp) i jej skomplikowanej relacji z guru samopomocy i przywódcą kultu Tedrosem (Tesfaye). W rolach drugoplanowych występują Suzanna Son, Troye Sivan, Moses Sumney, Jane Adams, Dan Levy, Jennie Ruby Jane, Eli Roth, Rachel Sennott, Hari Nef, Da’Vine Joy Randolph, Mike Dean, Ramsey i Hank Azaria.
Prace nad serialem rozpoczęły się w czerwcu 2021 roku, gdy Tesfaye ogłosił, że będzie tworzyć, pełnić funkcję producenta wykonawczego i współpisać serial dramatyczny dla HBO wraz z Fahimem i Levinsonem. Joseph Epstein i Amy Seimetz zostali zaangażowani jako scenarzysta i reżyser główny odpowiednio. Pierwotne podejście Seimetz do projektu dotyczyło upadającej gwiazdy filmowej, która pada ofiarą manipulacji w przemyśle rozrywkowym i walczy o odzyskanie kontroli nad swoim życiem. W 2021 roku Depp została obsadzona w głównej roli kobiecej u boku Tesfaye, a pozostała obsada została ogłoszona między listopadem 2021 a lipcem 2022 roku. Większość serialu była już nakręcona, gdy Levinson przejął obowiązki reżysera po opuszczeniu projektu przez Seimetz w kwietniu 2022 roku z powodu opóźnień w produkcji i przebudowy kreatywnej. Levinson porzucił dotychczasowe prace Seimetz i produkcja wznowiła się w maju 2022 roku, zmieniając kierunek. Główne zdjęcia miały miejsce w Los Angeles i Bel Air.
Serial miał premierę dwóch pierwszych odcinków na 76. Festiwalu Filmowym w Cannes w maju 2023 roku, a następnie został wyemitowany na antenie HBO i Max od 4 czerwca 2023 roku. Otrzymał on ogólnie negatywne recenzje krytyków ze względu na graficzne treści seksualne, tematykę, scenariusz i reżyserię, choć chwalono zdjęcia, scenografię oraz grę Lily-Rose Depp.

## Fabuła
Idol skupia się na Jocelyn (Lily-Rose Depp), aspirującej gwiazdce popu, która po przeżyciu załamania nerwowego, które powoduje odwołanie jej ostatniej trasy koncertowej, postanawia odzyskać tytuł najseksowniejszej gwiazdy pop w Ameryce. Rozpoczyna ona skomplikowaną relację z Tedrosem (Abel „The Weeknd” Tesfaye), guru samopomocy i przywódcą współczesnego kultu.

## Obsada

### Główna
- Abel Tesfaye  jako Tedros, guru samopomocy, lider współczesnego kultu z ponurą i tajemniczą przeszłością[7]
- Lily-Rose Depp jako Jocelyn, obiecująca młoda gwiazdka popu i obiekt zainteresowania Tedrosa
- Suzanna Son jako Chloe, jedna z wyznawczyń Tedrosa
- Troye Sivan jako Xander, dyrektor artystyczny Jocelyn
- Jane Adams jako Nikki Katz, dyrektorka wytwórni muzycznej

### Drugoplanowa
- Jennie Ruby Jane jako Dyanne, rezerwowa tancerka Jocelyn
- Rachel Sennott jako Leia, najlepsza przyjaciółka i asystentka Jocelyn
- Hari Nef jako Talia, dziennikarka z Vanity Fair
- Moses Sumney jako Izaak, wyznawca Tedrosa
- Da’Vine Joy Randolph jako Destiny, współmenadżerka Jocelyn
- Dan Levy jako Benjamin, publicysta Jocelyn
- Eli Roth jako Andrew Finkelstein, przedstawiciel Live Nation
- Ramsey jako ona sama
- Hank Azaria jako Chaim, współmenadżer Jocelyn
- Melanie Liburd jako Jenna

## Produkcja

### Ewolucja
29 czerwca 2021 roku Tesfaye ogłosił, że będzie tworzyć, pełnić funkcję producenta wykonawczego i współautora scenariusza serial dramatyczny dla HBO wraz z Rezą Fahimem i Samem Levinsonem. Tego samego dnia ogłoszono, że Ashley Levinson i Joseph Epstein będą pełnić funkcję producentów wykonawczych serialu, przy czym Epstein będzie również scenarzystą i showrunnerem. Mary Laws również została ogłoszona jako scenarzystka i będzie pełnić funkcję współproducenta wykonawczego, razem z współzarządzającego Tesfaye, Wassimem Slaibym, oraz jego dyrektorem kreatywnym, La Marem Taylorem. Seimetz została zatrudniona jako reżyserka i producentka wykonawcza.
22 listopada HBO zamówiło pierwszy sezon serialu składający się z sześciu odcinków. 14 stycznia 2022 roku Deadline Hollywood poinformowało, że Nick Hall dołączył do produkcji jako producent wykonawczy, po swoim przejściu do A24, gdzie nadzoruje twórcze projekty telewizyjne w firmie.

### Casting
W pierwotnym ogłoszeniu Tesfaye ujawnił, że zagra główną rolę w serialu. 29 września 2021 roku pojawiły się doniesienia, że Lily-Rose Depp dołączyła do obsady w roli głównej u boku Tesfaye.  22 listopada dołączyli do głównej obsady Suzanna Son, Steve Zissis i Troye Sivan, podczas gdy Melanie Liburd, Tunde Adebimpe, Elizabeth Berkley, Nico Hiraga i Anne Heche zostali ogłoszeni jako drugoplanowe postacie. 2 grudnia Juliebeth Gonzalez dołączyła do obsady jako stały członek zespołu, podczas gdy Maya Eshet, Tyson Ritter, Kate Lyn Sheil, Liz Caribel Sierra i Finley Rose Slater zostali obsadzeni w drugoplanowych rolach.
25 kwietnia 2022 roku Variety poinformowało, że serial ma przejść znaczące zmiany, w tym „drastyczne” zmiany w obsadzie i kierunkach twórczych. 27 kwietnia Deadline Hollywood doniosło, że Son, Zissis i Gonzalez nie powrócą do serialu. W lipcu do obsady dołączyli aktorzy Rachel Sennott i Hari Nef oraz Jennie Ruby Jane. Moses Sumney, Jane Adams, Dan Levy, Eli Roth, Da'Vine Joy Randolph, Mike Dean, Ramsey i Hank Azaria zostali potwierdzeni jako członkowie obsady 21 sierpnia w drugim zwiastunie. 1 marca 2023 roku Rolling Stone doniosło, że Son i Sivan pozostali w obsadzie pomimo przeobrażeń. Później ogłoszono, że Heche i Berkley nie są już w obsadzie, ponieważ HBO podjęło decyzję o nowym kierunku twórczym dla serialu.

### Filmowanie
Główne zdjęcia rozpoczęły się w listopadzie 2021 roku w Los Angeles i okolicach w Kalifornii. Produkcja została tymczasowo wstrzymana w kwietniu 2022 roku ze względu na Tesfaye był główną gwiazdą Coachella Valley Music and Arts Festival. 25 kwietnia Variety poinformowało, że Seimetz opuściła projekt w trakcie jego przebudowy, przy czym około 80% serialu było już nakręcone. HBO wydało oświadczenie po odejściu Seimetz, w którym stwierdzono: „Zespół kreatywny serialu The Idol nadal buduje, udoskonala i rozwija swoją wizję dla show i porozumiał się w sprawie nowego kierunku twórczego. Produkcja dostosuje obsadę i ekipę, aby najlepiej służyć tej nowej koncepcji serialu”.
Informacje sugerują, że Levinson przejął obowiązki reżysera po Seimetz w kwietniu 2022 roku. Według IndieWire i innych źródeł, Tesfaye chciał złagodzić aspekt „kultu”  w fabule i obawiał się, że początkowa praca Seimetz w serialu „zbyt mocno skupiała się na kobiecej perspektywie”. Według informacji przekazanych przez Rolling Stone, zauważalne były różnice między początkową pracą Seimetz a przeprowadzonym przez Levinsona ponownym zdjęciem i przepisaniem serialu, który odrzucił początkowe podejście Seimetz - opowieść o kłopotliwej aktorce, stającej się ofiarą drapieżnego przedstawiciela branży rozrywkowej i walczącej o odzyskanie własnej autonomii. Członkowie ekipy opisali nową wersję Levinsona jako skoncentrowaną na „upokarzającym” romansie, z większym naciskiem na treści seksualne i nagie sceny, określając ją jako „pornografię seksualną” i „fantazję o gwałcie”.
Produkcja wznowiła się pod koniec maja 2022 roku, a następnie została ponownie wstrzymana na początku lipca, gdy Tesfaye rozpoczął swoją trasę koncertową After Hours til Dawn Tour. Sceny z The Idol były kręcone we wrześniu na stadionie SoFi w Inglewood w Kalifornii podczas trasy koncertowej Tesfaye. Publiczność została poinformowana o nagrywaniu przed rozpoczęciem koncertu.

## Muzyka
Ścieżka dźwiękowa serialu, The Idol, Vol. 1, pierwotnie miała zostać wydana 30 czerwca. Ścieżka dźwiękowa miała zawierać między innymi utwory stworzone przez samego Weeknda i drugoplanowego członka obsady, Mike'a Deana. „Double Fantasy” (z gościnnym udziałem Future) został wydany jako główny singiel ze ścieżki dźwiękowej 21 kwietnia 2023 roku. „Popular”, powstały we współpracy z Playboi Carti i Madonną, została wydana jako drugi singiel ze ścieżki dźwiękowej 2 czerwca 2023 roku. 8 czerwca 2023 roku ogłoszono, że po premierze każdego odcinka planowane jest wydanie nowej muzyki w formacie minialbumu, całkowicie rezygnując z tradycyjnej ścieżki dźwiękowej.

## Wydanie
Idol miał swoją premierę poza konkursem na 76. Festiwalu Filmowym w Cannes 22 maja 2023 roku, gdzie po pokazie dwóch pierwszych odcinków serial otrzymał pięciominutową owację na stojąco. W tym miejscu Sam Levinson ogłosił, że serial rozgrywa się w tym samym uniwersum co jego inny serial HBO, Euphoria. Jest to piąty serial telewizyjny wyświetlany na festiwalu po Carlosie, Too Old to Die Young, Twin Peaks i Irmie Vep. Serial zaczął być emitowany na antenach HBO i Max 4 czerwca 2023 roku.